# Miguel Marqués
Pedro Miguel Juan Buenaventura Bernadino Marqués y García (Palma de Mallorca, 20 de mayo de 1843-Madrid, 26 de febrero de 1918) fue un compositor español.

## Biografía
Hijo de un modesto chocolatero, se formó en su villa natal donde aprendió violín de Honorato Noguera y Francisco Montis y con el director de orquesta italiano O. Foce, que dirigía la orquesta del Círculo Mallorquín. Sus progresos musicales fueron tan evidentes, incluidas tempranas dotes como compositor, que sus parientes, amigos y conocidos reunieron una suma para que marchara en 1859 a París a estudiar violín con Jules Armingaud y Delphin Alard. Tras superar una dura selección para solo dos plazas entre sesenta y cuatro candidatos, entró en el Conservatorio de París, donde tuvo como profesor de violín a Joseph Massart y de armonía a François Bazin. En las veladas en casa de Massart encontró a Rossini y a Hector Berlioz, y este último lo aceptó como discípulo de Instrumentación y Estética musical. Para costearse los estudios, como cuenta su biógrafo Juan Luis Estelrich, trabajó como violinista en las orquestas del Teatro Lírico, Circo de la Emperatriz y la Gran Ópera de París, en la Sala de baile Valentino, bajo la dirección de Jean-Baptiste Arban, y en diversas iglesias; tras cumplir el servicio militar en Mallorca (1863), volvió a la Península en 1866 y se estableció en Madrid, en cuyo Conservatorio se matriculó con cartas de recomendación de su coterráneo mallorquín Francisco Frontera, en quinto curso de violín con Jesús de Monasterio y en segundo de armonía con Miguel Galiana Folqués. Obtuvo el Primer Premio en el Concurso de Armonía de junio de 1868, y el Primer Premio de Violín en junio de 1869, bajo la dirección de Monasterio. También estudió Composición con Emilio Arrieta, si bien surgieron dificultades personales entre ambos (Arrieta lo llamaba la gazza ladra / "urraca ladrona" por considerarlo un plagiario), y Marqués abandonó las clases de composición tras el estreno de su 1.ª Sinfonía. Desde 1878 fue inspector de las Escuelas Nacionales de Música. También enseñó canto en la escuela de niñas de la Inclusa en Madrid y publicó un manual para profesores de violín. Publicó algunos libros filosóficos como Dios y la inmortalidad del alma (1906), un método elemental de violín y una antología de piezas fáciles para que los niños tocaran el piano.
Ingresó como violinista en la orquesta de la Sociedad de Conciertos en 1867 y allí estuvo hasta 1887, aunque también participó en la del Teatro de la Zarzuela y en la del Teatro Real. En septiembre de 1875 fue nombrado director de la orquesta del Teatro Apolo, donde estrenó algunas de sus zarzuelas y para cuya temporada 1880-1881 compuso una Gran Sinfonía Pot-pourrí sobre motivos de zarzuelas modernas para orquesta y banda que obtuvo gran éxito. Es uno de los iniciadores del sinfonismo español, con su Sinfonía en si bemol (1867), obra acogida con éxito, de sesgo romántico y con influjos de Beethoven, Berlioz y Mendelssohn. Llegó a estrenar hasta cinco sinfonías en la Sociedad de Conciertos, la tercera en especial con enorme éxito, impresa e interpretada también en el extranjero (por ejemplo, Levy la dirigió en Múnich); la más innovadora fue la cuarta, por los rasgos avanzados de su articulación tonal. Críticos como Antonio Peña y Goñi se entusiasmaron con sus obras pero el ambiente musical español no le permitía subsistir más que tocando como violinista en los teatros (tenía incluso que pagar las particellas de sus sinfonías de su peculio). Por ello abandonó la música sinfónica y tentó suerte pane lucrando con la zarzuela, aunque no siguió el camino popularista del género sino que intentó acercarse a la gran ópera francesa; su misma temática dramática lo demuestra, pues mientras El anillo de hierro transcurre en la Noruega del siglo XVIII, El reloj de Lucerna trata un episodio de la independencia de Suiza. Estas obras muestran la influencia de Donizetti, Gounod e incluso Gluck y, pese a su éxito en la época, perduran de ellas pocos números, casi todos de El anillo de hierro.
Su primer intento en la zarzuela no tuvo éxito, pero después de la buena acogida de Justos por pecadores (1872) obtuvo un gran triunfo con El anillo de hierro (1878), que se convirtió en su zarzuela más duradera (setenta veces fue repetida en ese mismo año, y miles de veces después). También tuvieron gran éxito El reloj de Lucerna (1884), que él consideraba su mejor zarzuela, El plato del día (1889) y El monaguillo (1891). Entre 1889 y 1895 la producción de Marqués se orienta hacia el teatro por horas, con obras poco ambiciosas.
Prematuramente fallecida su hija, con lo que le producían estos trabajos y una muy cuantiosa herencia recibida de un pariente de América, decidió vender sus piezas teatrales a Fiscowich y pudo retirarse a Mallorca, habiendo recibido la Cruz de Carlos III de manos de Alfonso XII. Allí volvió a la composición sinfónica, aunque sus nuevas obras no trascendieron del ámbito local. Compuso sus cuatro poemas sinfónicos (La cova del Drach, La Vida, En la Alhambra, Oceánica), retocó algunas de sus sinfonías, elaboró un oratorio (Mis plegarias íntimas) y también hizo diversos preludios, entre otras obras. Es probable que por entonces, en Mallorca, y más en concreto en 1906, estableciera relación con otro amante de la música y con sus mismas y heterodoxas preocupaciones religiosas, Rubén Darío.
Pedro Miguel Marqués es autor de unas 114 obras de todo género, treinta y tres de ellas instrumentales o de música de cámara, que incluyen cinco sinfonías, cuatro poemas sinfónicos, seis polonesas de concierto, dos marchas de concierto, una marcha nupcial y otra heroica, un scherzo, dos oberturas, caprichos instrumentales, preludios, obras para violín y orquesta, el vals para violín Los pájaros del Paraíso, fantasías y melodías, algunas de las cuales, como la titulada La primera lágrima, tuvieron una extraordinaria difusión en reducciones para piano. Destacan también las obras de encargo, como la Marcha Nupcial encargada por la Diputación de Madrid con motivo de la boda de Alfonso XII y María de las Mercedes. Falleció en Madrid el 26 de febrero de 1918.

## Obras musicales
- 1867 - Primera sinfonía en si bemol.
- 1869 - Verso y prosa, zarzuela
- 1870 - Segunda sinfonía en mi bemol.
- 1871 - Perla, zarzuela.
- 1871 - Los hijos de la costa, zarzuela, letra de Luis Mariano de Larra
- 1871 - La canción del marinero, zarzuela.
- 1872 - Con Cristóbal Oudrid, Justos por pecadores, zarzuela, letra de Luis Mariano de Larra.
- 1873 - La selva negra, obertura
- 1873 - La hoja de parra, zarzuela con letra de Miguel Ramos Carrión.
- 1874 - Covadonga, zarzuela
- 1874 - El maestro de Ocaña, zarzuela
- 1875 - La monja alférez, zarzuela
- 1876 - Temores y sobresaltos, zarzuela
- 1876 - Tercera sinfonía en si menor
- 1876 - Música incidental para Pedro Calderón de la Barca, El desengaño de un sueño, en el Teatro Apolo.
- 1878 - El anillo de hierro, drama lírico, letra de Marcos Zapata Mañas.
- 1878 - Cuarta sinfonía en mi mayor
- 1879 - El motín de Aranjuez, zarzuela
- 1879 - Camoens, zarzuela con letra de Marcos Zapata Mañas.
- 1880 - Quinta sinfonía en do menor
- 1880 - La mendiga del Manzanares, zarzuela
- 1881 - Florinda, zarzuela.
- 1882 - El alcalde de Toledo, zarzuela
- 1883 - La cruz de fuego, melodrama con letra de José Estremera.
- 1884 - El reloj de Lucerna, zarzuela, letra de Marcos Zapata Mañas.
- 1885 - Un regalo de boda, zarzuela
- 1888 - La llama errante,
- 1888 - La campana milagrosa, zarzuela
- 1889 - El plato del día, zarzuela.
- 1890 - El diamante rosa, zarzuela de gran espectáculo
- 1890 - Magdalena, drama lírico
- 1891 - El monaguillo, zarzuela.
- 1891 - El zortzico, zarzuela.
- 1891 - El cañón, zarzuela de gran espectáculo.
- 1894 - El aquelarre, zarzuela.
- 1904 - La cova del Drach, poema sinfónico sobre temas mallorquines.
- 1906 - La vida, poema sinfónico; introducción y tres movimientos (Allegro, Adagio, Marcha fúnebre)
- 1911 - Mis plegarias íntimas, oratorio en cinco movimientos (Jesús de Nazaret; Jesús bendito; [Adagio for violin and piano]; Esplendorosa luz; Himno al Omnipotente y El último adiós)
- 1916 - Ramón Llull, cantata

## Obras escritas
- Método elemental y progresivo de violín, 1870.
- El recreo de la infancia: colección de piezas fáciles para piano de los más aplaudidos autores, 1885, tres series.
- Dios y la inmortalidad del alma. Investigaciones razonadas y desligadas en absoluto de toda preocupación, acerca de Dios y de las múltiples existencias del alma, Palma de Mallorca: Tip de Francisco Soler, 1906. Publicado bajo las siglas P[edro] M[iguel] M[arqués]].